# Піменов Руслан Валерійович
Руслан Валерійович Піменов (рос. Руслан Валерьевич Пименов, нар. 25 листопада 1981, Москва) — російський футболіст, що грав на позиції нападника.
Виступав, зокрема, за «Локомотив» (Москва) та «Динамо» (Москва), а також національну збірну Росії.

## Клубна кар'єра
Вихованець СДЮШОР московського «Торпедо». Виступав за московське «Торпедо-ЗІЛ» (1998), а потім потрапив в «Локомотив», з яким у 1999 році і дебютував у вищому дивізіоні. У 2000 році став кандидатом на отримання професійної російської футбольної премії «Стрілець» в номінації «Надія». Загалом провів у команді п'ять сезонів, взявши участь у 85 матчах чемпіонату. За цей час двічі виборював титул чемпіона Росії, ставав володарем Кубка Росії (також двічі) та володарем Суперкубка Росії.
За словами Піменова, керівники французького «Меца», де Піменов провів першу половину 2005 року, хотіли залишити Руслана в команді і на другу його половину. «Мец» вів переговори з «Локомотивом» протягом двох місяців, розглядаючи варіант не тільки оренди, але і викупу трансферу гравця, однак у підсумку Руслан був відданий в оренду владикавказькій «Аланії», де і грав до кінця року. У 2006 році Руслан все ж повернувся в «Мец» і відіграв там ще півроку — втім, безуспішно, знову не забивши жодного м'яча, як до цього в тому ж «Меці» і «Аланії». «Мец» вибув з вищого ешелону французького футболу за три тури до кінця чемпіонату і в підсумку посів останнє місце в першості, а Руслан повернувся до розташування «Локомотива» в середині червня 2006 року і спочатку тренувався з дублем, але так і не був заявлений для участі в чемпіонаті, хоча до кінця контракту залишалося ще півроку. На «Локомотив» Руслан образи не тримав, принаймні в середині 2005 року, визнаючи, що, мабуть, сам недопрацьовував на тренуваннях, якщо не потрапляв в «Локомотиві» навіть в запас.
2007 року перейшов у «Динамо» (Москва). Відіграв за московських динамівців наступні три сезони своєї ігрової кар'єри. Але якщо в першому був основним гравцем, зігравши 23 матчі (5 голів), то в наступні два сезони не зіграв жодної гри в Прем'єр-лізі. У 2009 році, ще будучи на контракті в московському «Динамо», перебував на перегляді в «Хімках», але не був прийнятий в команду. У грудні 2009 року гравець покинув московський клуб.
Маючи ряд пропозицій від клубів російського першого дивізіону, продовжив кар'єру в мінському «Динамо». Проте вже через місяць «Динамо» за обопільною згодою розірвало контракт з форвардом. Після цього у футболіста не було ігрової практики, хоча він їздив на передсезонний збір з «Уфою». У підсумку незабаром Руслан завершив кар'єру гравця у 29 років.

## Виступи за збірну
Був у заявці юнацької збірної Росії на чемпіонаті Європи 1998 року серед юнаків до 16 років, що пройшов у квітні в Шотландії, де збірна Росії не вийшла з групи, посівши останнє місце після нічиї з командами Ізраїлю (1:1) і Хорватії (0:0), а також поразки від України (1:2). За олімпійську збірну Росії зіграв 1 матч.
17 травня 2002 року дебютував в офіційних матчах у складі національної збірної Росії в грі проти Білорусі (1:1). Через кілька місяців поїхав на чемпіонат світу 2002 року в Японії і Південній Кореї, де зіграв у двох групових матчах: проти Тунісу (2:0) і Японії (0:1), а збірна не вийшла з групи. 21 серпня зіграв свій останній четвертий матч за збірну, проти Швеції (1:1), після чого до національної збірної не залучався, хоча у вересні 2003 року провів ще одну гру у формі олімпійської збірної проти ірландців (0:2).

## Статистика
| Сезон   | Клуб             | Чемпіонат      | Матчів | Голів |
| ------- | ---------------- | -------------- | ------ | ----- |
| 1999    | Локомотив Москва | Вищий дивізіон | 4      | 1     |
| 2000    | Локомотив Москва | Вищий дивізіон | 13     | 1     |
| 2001    | Локомотив Москва | Прем'єр-Ліга   | 23     | 3     |
| 2002    | Локомотив Москва | Прем'єр-Ліга   | 18     | 7     |
| 2003    | Локомотив Москва | Прем'єр-Ліга   | 11     | 1     |
| 2004    | Локомотив Москва | Прем'єр-Ліга   | 14     | 4     |
| 2004/05 | ФК Мец           | Ліга 1         | 3      | 0     |
| 2005    | Аланія           | Прем'єр-Ліга   | 6      | 0     |
| 2005    | Локомотив Москва | Прем'єр-Ліга   | 1      | 0     |
| 2005/06 | ФК Мец           | Ліга 1         | 7      | 0     |
| 2007    | Динамо Москва    | Прем'єр-Ліга   | 23     | 5     |
| 2008    | Динамо Москва    | Прем'єр-Ліга   | 0      | 0     |
| 2009    | Динамо Москва    | Прем'єр-Ліга   | 0      | 0     |
| 2010    | Динамо Мінськ    | Вища Ліга      | 4      | 0     |

## Титули і досягнення
- Чемпіон Росії (2):

«Локомотив» (Москва): 2002, 2004
- Володар Кубка Росії (2):

«Локомотив» (Москва): 1999–00, 2000–01
- Володар Суперкубка Росії (1):

«Локомотив» (Москва): 2003

## Сім'я
- Розлучений. Колишня дружина Глікерія Піменова — економіст за освітою, домогосподарка. Ніколи не була моделлю, всупереч розхожим чуткам.[15]
- Єдина дочка Христина — модель.